# Džabal Marra
Džabal Marra (Arabsky: جبل مرة ve volném překladu zlá hora) je pohoří vulkanického původu v západní části Súdánu s relikty středomořské flóry.

## Geografie
Pohoří se nachází na území súdánských provincií Severní a Jižní Dárfúr. Představuje předěl povodí Nilu na východě a Čadského jezera na západě. Nejvyšším vrcholem je kaldera vyhaslé sopky Deriba v jižní části masivu. Uvnitř kaldery se v nadmořské výšce 2 200 metrů nachází dvě sladkovodní jezera.

## Klimatické podmínky
Pohoří představuje relativně malé území uprostřed kamenité polopouště, které má výrazně vyšší roční úhrny srážek. V nejvyšších polohách je to více než 800 mm, v nižších kolem 500 mm srážek ročně. V pohoří jsou tak stále vodní toky a oblast je zdrojem vody pro mnohá vádí, která zde pramení.

## Fotogalerie

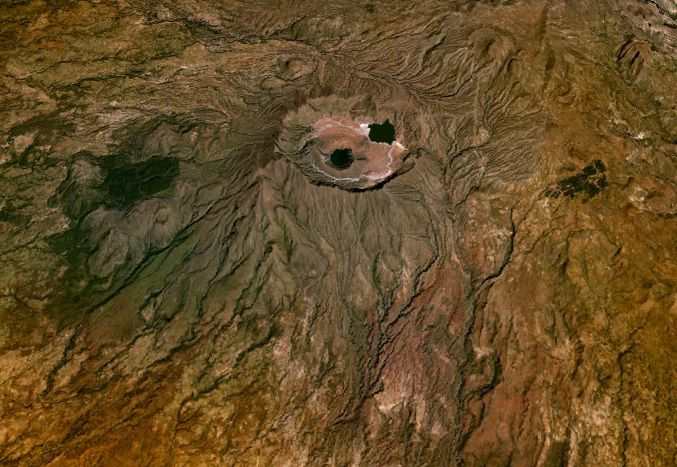
Obrázek ze satelitu vytvořený pomocí Nasa World Wind